# Drozdowice (rejon gródecki)
Drozdowice (ukr. Дроздовичі) – wieś na Ukrainie w rejonie lwowskim (wcześniej w rejonie gródeckim) obwodu lwowskiego.